# Рокки, Джанлука
Джанлука Рокки (итал. Gianluca Rocchi; род. 25 августа 1973, Флоренция) — итальянский футбольный судья.

## Карьера
Дебютировал в профессиональном футболе в 2000 году. В своём первом сезоне он отработал 38 матчей в Серии C. В 2003 году перешёл на уровень выше.
В Серии A свой первый матч отработал 16 мая 2004 года — матч между «Реджиной» и «Лечче» (2:1). При этом Рокки продолжал работать и в Серии B, где свою последнюю игру отсудил в 2010 году.
Судья ФИФА с 2008 года. Дебютировал на международном уровне 26 мая 2008 года, когда встречались юношеские сборные Греции и Нидерландов. С сезона 2008/2009 работает на матчах Кубка УЕФА (Лиги Европы), Лиги чемпионов — с 2010/2011.
Один из ведущих итальянских футбольных судей. На его счету целый ряд ключевых игр чемпионата Италии, финалы Кубка и Суперкубка страны. В 2009 году был награждён Премией Джованни Мауро как лучший арбитр страны. Спустя год Джанлука Рокки возглавил Национальный судейский комитет Серии А. В 2012 году судил игры футбольного турнира среди мужчин на лондонской Олимпиаде, среди которых и один из полуфиналов.
В 2017 году Рокки получил назначение на матчи Кубка конфедераций.

## Достижения
- Лучший футбольный судья года в Италии (2): 2018, 2019